# ジェイムズ・D・ブラック
ジェイムズ・ディクソン・ブラック（英: James Dixon Black、1849年9月24日 - 1938年8月5日）は、アメリカ合衆国の政治家、弁護士であり、1919年に第39代ケンタッキー州知事を7か月間のみ務めた。先代のオーガスタス・オウスリー・スタンレーがアメリカ合衆国上院議員に選ばれ、知事を辞任したことに伴い、ブラックが知事に昇格した。
ブラックは1872年にテネシー州のタスカラム・カレッジを卒業し、法律を勉強しながら教師を務めた。1874年に法廷弁護士として認められ、バーバービルで法律事務所を開いた。その後、息子と義理の息子がその事業の共同経営者になった。ブラックは教育に大変興味があり、2年間ノックス郡公立教育学区の監督官を務め、バーバービルにユニオン・カレッジを設立する推進者になった。ブラックはこのカレッジの学長を1910年から1912年まで務めた。
1915年、ブラックは州知事選挙で民主党の副知事候補に選ばれた。それまで政治の経験はほとんど無かった。州知事オーガスタス・スタンレーと共に当選し、スタンレーがアメリカ合衆国上院議員に就任するために知事を辞任したことに伴い、ブラックが知事に昇格した。知事であった7か月間、その再選を目指した選挙運動に費やされた。その対抗馬である共和党のエドウィン・P・モローから、スタンレー政権に対してなされた汚職の告発に、満足に答えることができなかった。選挙ではモローが4万票以上の差をつけて当選した。ブラックはバーバービルでの法律実務に復帰し、その兄が設立した銀行の頭取を務めた。アルバン・バークレーがアメリカ合衆国上院議員を目指した時に選挙マネジャーを務めていたが、その間の1938年8月5日に死んだ。

## 初期の経歴と家族
ジェイムズ・ディクソン・ブラックは1849年9月24日に、ケンタッキー州ノックス郡のリッチランド・クリーク沿いバーバービルから9マイル (14 km) の地点で生まれた。父はジョン・クレイグ・ブラック、母はクラリッサ・キャシー（旧姓ジョーンズ）であり、その12人の子供の末っ子だった。兄のアイザック・J・ブラックは南北戦争の時に北軍ケンタッキー第49志願騎馬歩兵連隊の大尉だった。
ブラックはバーバービルとその周辺にある田舎の学校と会員学校で教育を受けた。1872年、テネシー州グリーンビル近くにあるタスカラム・カレッジで学士号を受けて卒業した。卒業後はノックス軍に戻り、公立学校で2年間教師をしていた。これと同時に法律を勉強し、1874年8月に法廷弁護士として認められた。バーバービルで法律事務所を開いた。
1875年12月2日、ブラックはバーバービルでメアリー・ジャネット・"ネッティ"・ピッツァーと結婚した。この夫婦には3人の子供、ピッツァー・ディクソン、ガートルード・ドーン、ジョージア・クラリスができた。家族は皆メソジスト監督教会員だった。ピッツァー・ディクソンはダンビルのセンター・カレッジを卒業し、その後バージニア大学で法律を勉強した。法廷弁護士として認められた後に父の法律事務所の共同経営者になった。ジョージア・クラリスはH・H・オーウェンスと結婚し、オーウェンスもバーバービルの会社に加わり、ブラック・ブラック・アンド・オーウェンスという会社になった。

## 教育に関する経歴
1876年、ブラックはノックス郡とウィットリー郡を代表してケンタッキー州下院議員に選ばれた。共和党が優勢な地区からの民主党員議員として1期、1年間のみを務めた 。
1879年、ブラックとバーバービルの市民が、バーバービルで新しいカレッジを始めるための債券を購入した。ブラックは、このカレッジが地域社会を一つにまとめることを期待していたので、ユニオン・カレッジと名付けることを主張した。ブラックは引き続きカレッジの発展に関わり、その弁護士として、また資金集めの主導者として活動した。ブラックは教育に深い興味があり、1884年と1885年にはノックス軍の教育監督官を務めたが、その後は法律実務に復帰した。
ブラックは以前からフリーメイソンであり、7つの機会に地元支部のマスターを務め、ロイヤルアーク・メイソンのバーバービル支部で2度司祭長となり、1888年にはケンタッキー州のグランド・マスターに選ばれた。1893年、ケンタッキー州知事ジョン・Y・ブラウンにより、シカゴ万国博覧会で、ケンタッキー州の林業・鉱業省を代表するコミッショナーに選ばれた。
1910年9月10日、ユニオン・カレッジの第4代学長に指名された。翌年、母校であるタスカラム・カレッジから名誉法学博士号を贈られた。ユニオン・カレッジの学長は1912年まで務めた。

## 政歴
ブラックは1912年にケンタッキー州の初代検事総長補となって、政治の世界に戻った。1915年、民主党から副知事の公認候補に推された。禁酒法については賛成派であり、同法に反対する知事候補オーガスタス・スタンレーとの均衡のために選ばれていた。選挙では対抗馬のルイス・L・ウォーカーを8,000票以上の差で破り、スタンレーは共和党のエドウィン・P・モローを僅か421票差で破って当選した。これはケンタッキー州の知事選挙で最も少ない票差となっている。

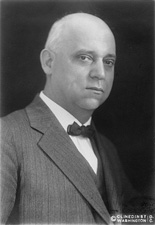
オーガスタス・スタンレー、1915年の州知事候補、副知事候補のブラックと共に闘った

スタンレーとブラックは選挙に勝ったが、政治的な同盟者になることは決してなかった。選挙や任務の時には、ケンタッキー州憲法に知事が州を離れたときはいつでも副知事が知事を代行すると書かれている。このために、スタンレーは自分が居ない間にブラックが政府の役職の空席に誰かを指名したとして、それを承認できない可能性を恐れたので一度も州から出ようとしなかった。
1919年5月19日、スタンレーがアメリカ合衆国上院議員に就任するために知事を辞任したときに、ブラックが知事に昇格した。ブラックの禁酒法容認の姿勢のためにスタンレーの支持者の多くが離れて行き、一方で禁酒法反対者のスタンレーと関わりがあったことで、禁酒運動家の間の支持も衰えていた。ブラックが知事である間に州議会の会期は予定されていなかったので、可能性があった議会との摩擦は避けられた 。
ブラックは即座にスタンレーによる役職指名のまずさを告発されることになった。学校教科書委員会が特に批判の矢面に立った。ケンタッキー州控訴裁判所は、この委員会が虚偽の形式で提出された教科書を違法に選別していると裁定した。ブラックは委員の辞任を要求したが、委員がそれを拒むと、ブラックは欺瞞や汚職以外に彼らを除く権限は持っていないと主張した。「ルイビル・クーリエ・ジャーナル」が、ケンタッキー州上院によって確認が済んでいないスタンレーの指名者は、置き換えることができると指摘したが、ブラックはそれも拒んだ。ブラックが知事への再選を求めた場合に、スタンレーが支持することと引き換えに、ブラックはスタンレーの指名者を動かさないという合意が出来ていたと考える者もいた。
固定資産2件に関する州相続税の問題も、ブラックに災いした。第1の事件では、スタンレー知事がL・V・ハークネスの死ぬ前に税を戻すという妥協案で決着させていた。この妥協案が批判され、ブラックは検事総長に捜査を依頼したが、ブラックが知事である間に解決できなかった。2つ目の事件ではスタンレーがロバート・ワース・ビンガム夫人の資産から相続税を徴収するよう、3人の特別弁護士を指名していた。ブラックはこれら弁護士が辞任してその莫大な費用を払わなくてすむことを望んだが、無条件で排除することを断られた。この動きは弁護士の一人がブラックの選挙参謀だったのでさらに悪い方向に進んだ。
1919年、民主党の予備選挙で、ブラックはケンタッキー州控訴裁判所首席判事ジョン・D・キャロルに対して2万票以上の差を付けて、知事候補に選ばれた。共和党は再度エドウィン・P・モローを公認し、「1915年の誤りを正せ」と有権者に訴えた。ブラックは知事としての実績がほとんど無かったので、モローはスタンレーの政権を腐敗していたとして攻撃することでブラックに対する論陣を張った。ハークネスとビンガム夫人にたいする相続税の問題をその証拠として取り上げ、州教科書委員会に対してブラックが行動を取らなかったことも挙げていた。
ブラックはその選挙運動で前向きでいようとしており、スタンレー政権の弁護をするよりも、国政問題に焦点を当てた。ウッドロウ・ウィルソン大統領への支持を鮮明にし、国際連盟にアメリカ合衆国が加入することを支持した。しかし、ウィルソンを支持したことでドイツ系アメリカ人を離反させ、またウィルソンが当時頻繁にあった石炭ストライキの扱いがまずかったことで、伝統的に民主党の支持基盤である労働組合票も失った。
選挙日が近い頃、モローは、州統制委員会が承認しA・S・J・アームストロングという者から通常価格の2倍で布を購入した契約を暴露した。ブラックはその選挙運動を一時棚上げし、捜査を命じることでその告発に対応した。その捜査ではアームストロングが義兄のために入札した配管工であり、スタンレー政権で刑務所の役人をしていたことが明かされた。このような事実が明らかになったにも拘わらず、ブラックは統制委員会の委員を罷免しなかった。この問題が最終的にブラックの命取りになった。選挙の結果では、モローが4万票以上の大差で勝利した。
ブラックは知事としての最後の日々で、多くの恩赦請求を検討した。1919年12月1日、ウィリアム・ゴーベル州知事暗殺の陰謀に加担したとして、18年間服役してきた後、仮釈放されたばかりだったヘンリー・ユートシーに恩赦を発行した。
1918年、まだ副知事時代のブラックがジョン・A・ブラック国定銀行バーバービルの頭取に就任した。この銀行はブラックの兄が設立し、その名前が付けられていた。1920年にはケンタッキー州のために禁酒法検査官主任になった。後にはバーバービル墓地会社の取締役を務めた。1938年、アルバン・バークレー上院議員のためにケンタッキー州第9区選挙マネジャーをしている時に、肺炎を患い、1938年8月5日に死んだ。バーバービル墓地の霊廟に葬られている。

## 関連図書
- Clark, Thomas D.; Margaret A. Lane (2002). The people's house: governor's mansions of Kentucky. University Press of Kentucky. ISBN 0-8131-2253-8 2009年8月17日閲覧。